# زلزال لامبيسك 1909
زلزال لامبيسك 1909 هو زلزالٌ وقعَ في بروفنس في فرنسا بتاريخ 11 يونيو 1909. وبلغت شدتهُ 6.2 على مقياس ريختر.